# Познанська ратуша
Познанська ратуша (пол. Ratusz w Poznaniu, Познань, Польща) — історична будівля, висотою 61 м, у ренесансному стилі, колишня ратуша міста, розміщена на Старій ринковій площі в Старому місті Познані. З кінці ХІІІ століття до 1939 року в ратуші перебували органи місцевого самоврядування, тепер тут міститься Історичний музей міста Познані (Muzeum Historii Miasta Poznania).
З вежі ратуші щоденно лунає сигнал на сурмі. Крім того, щодня опівдні над годинником на фасаді будівлі відбувається бій механічних цапків, які схрещують свої роги на вузенькій кладці. Це дійство завжди притягає туристів і гостей міста.

## Історія
У 1253 році Познань отримав права міста і як у кожному місті на ринковій площі була збудована дерев'яна ратуша. Однак, за короля Вацлава II Чеського (1271—1305), близько 1300 року, її перебудували на муровану, відому як Будинок радників (Domus Consulum).

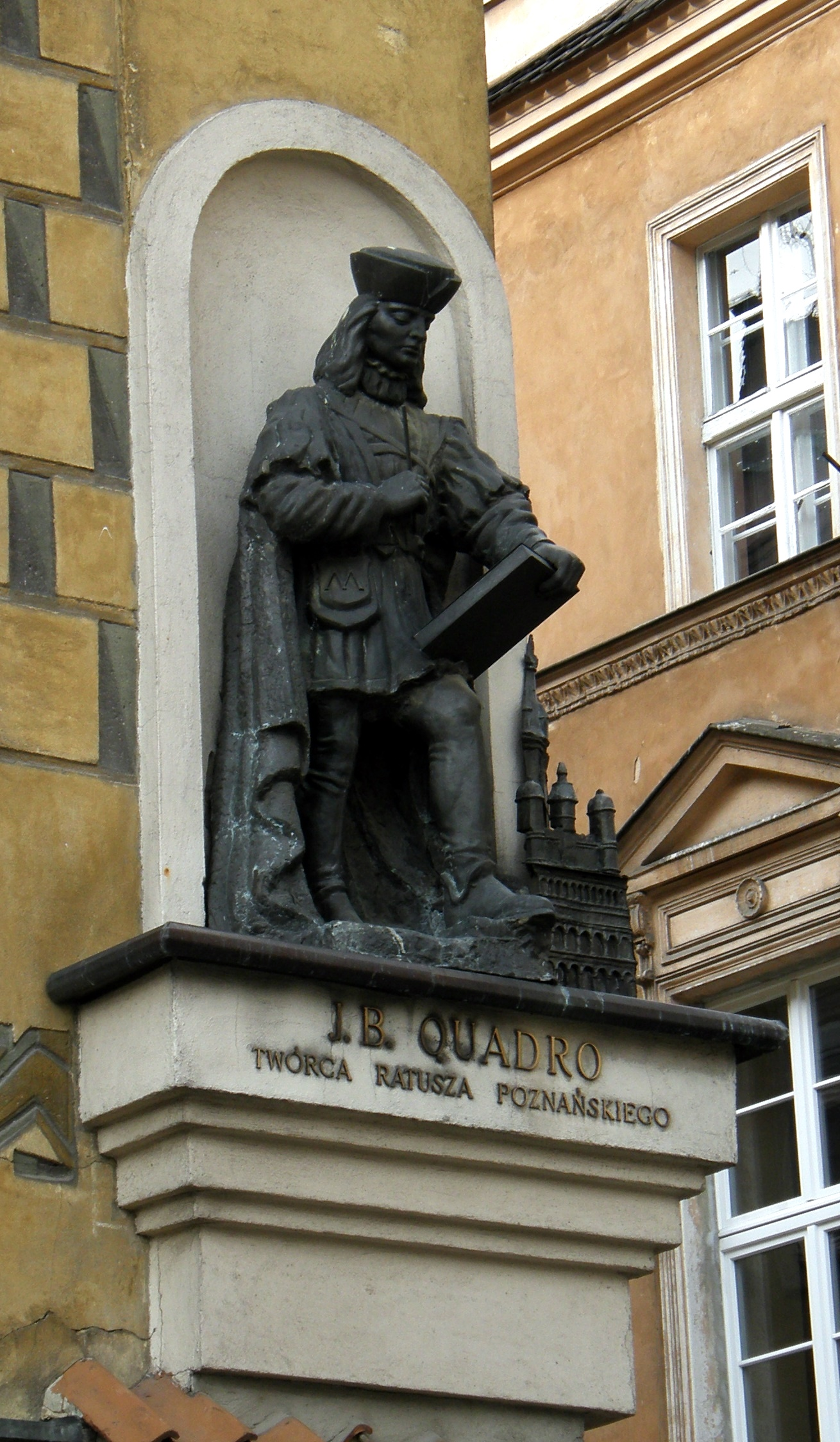
Джованні Батіста ді Квадро — творець ратуші

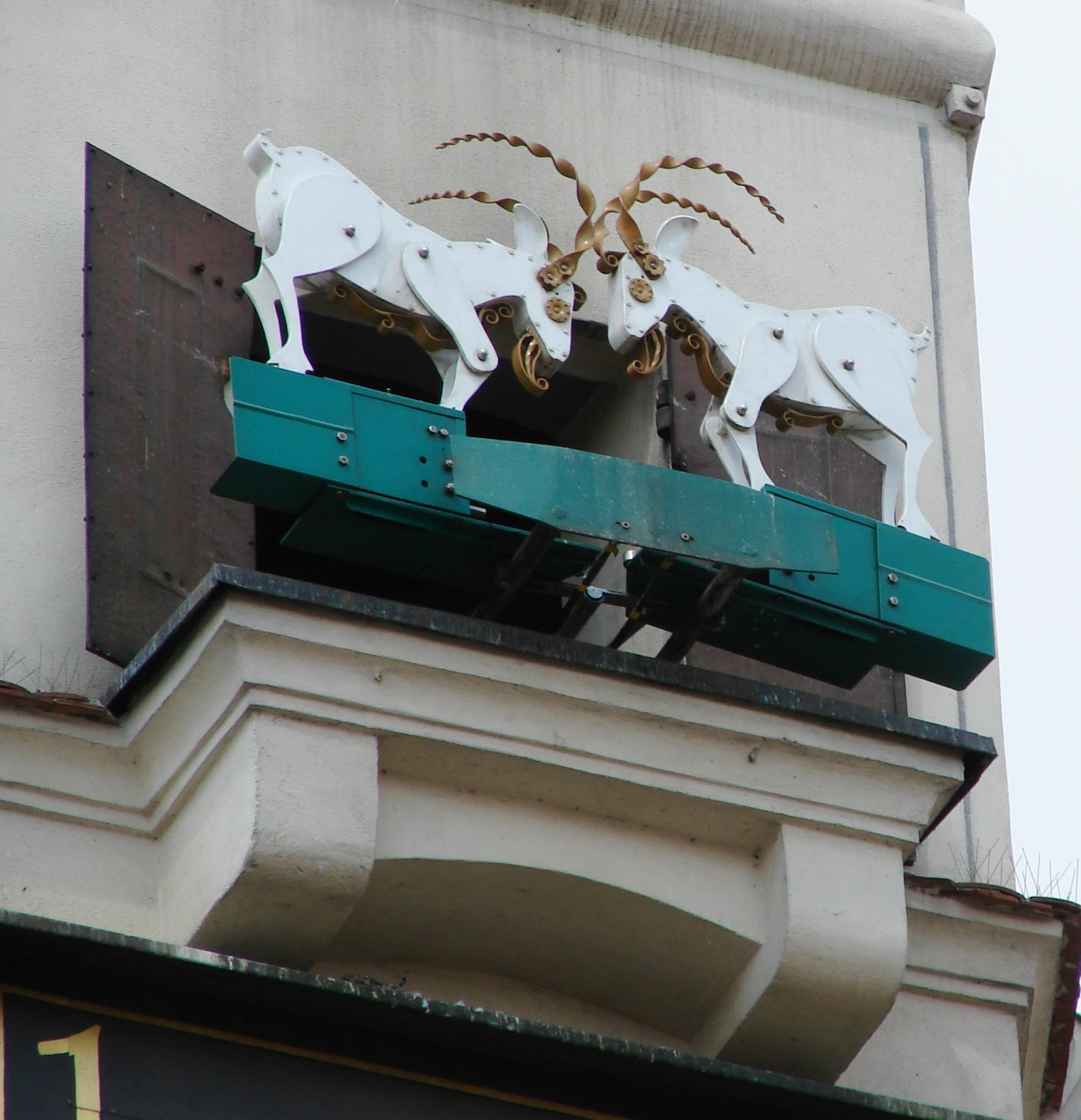
Цапки на вежі ратуші

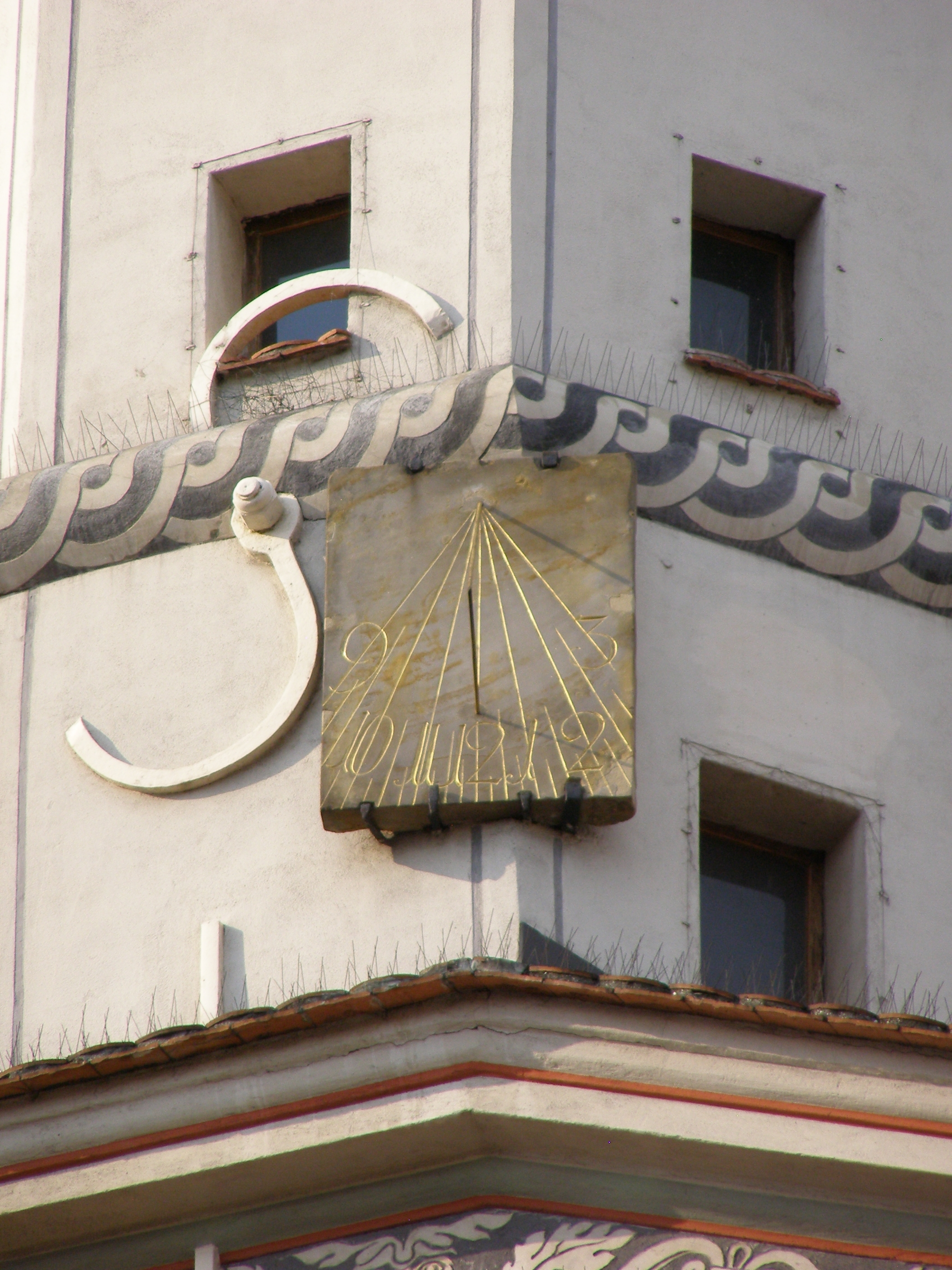
Сонячний годинник. 2012

Перша письмова згадка про ратушу походить з 1310 року. Через півстоліття на її місці звели ратушу в готичному стилі, яка уже мала вежу, і простояла до великої пожежі в місті у 1536 році. З тих часів дотепер збереглися лише готичні підвали.
У 1540—1542 роках ратушу намагалися відремонтувати, зокрема вежу, однак її стан продовжував загрожувати катастрофою. Тому у 1550 році міська рада підписала контракт з італійським архітектором Джованні Батіста ді Квадро (Giovanni Battista di Quadro) з Лугано про комплексну реконструкцію ратуші з розширенням. Архітектор перебудував зруйновану ратушу у стилі епохи Відродження. Ратуша була розширена і добудовано один поверх, триповерхову лоджію та а́ттики. Тепер Познанська ратуша вважається перлиною архітектури Ренесансу. Особливістю ратуші є наявність аттиків і відкритих галерей на фасаді.

Ноти сигналу для горна з ратуші в Познані

Як свідчить легенда, під час урочистостей з нагоди відбудови ратуші та встановлення на її вежі годинника з'явилися два цапки, яких приготували для бенкету, і почали стукатися рогами. На згадку про цю подію майстрові Бартоломі́єві Вольфу з Губіна замовили новий годинник (встановлений у 1551 році) та «блазенський пристрій», який опівдні приводить у рух рогатих цапків над циферблатом годинника на фасаді ратуші.
Ця унікальна вистава і тепер щоденно опівдні збирає натовпи глядачів біля ратуші, а на вежі дзвонять дзвони і лунає сигнал горніста на згадку про порятунок міста королем воронів, про що розповідає інша легенда. За легендою, син охоронця ратуші знайшов і вилікував пораненого ворона. Відлітаючи той розповів, що він є королем воронів і залишив хлопчикові свою срібну трубу. Коли хлопчик виріс, він також став охоронцем і коли на місто напали вороги, він заграв на срібній трубі. Миттю злетілися тисячі воронів, які накинулися на ворогів і врятували місто.
Крім механічного годинника, який має великі циферблати, на лівій вежі фасаду вертикально прикріплений невеликий сонячний годинник з пісковика, який не всі помічають. Він має дуже вузький діапазон годин — з 9:00 до 15:00, а оскільки він малий і розміщений дуже високо над тротуаром, то неможливо без бінокля побачити котру годину він показує.

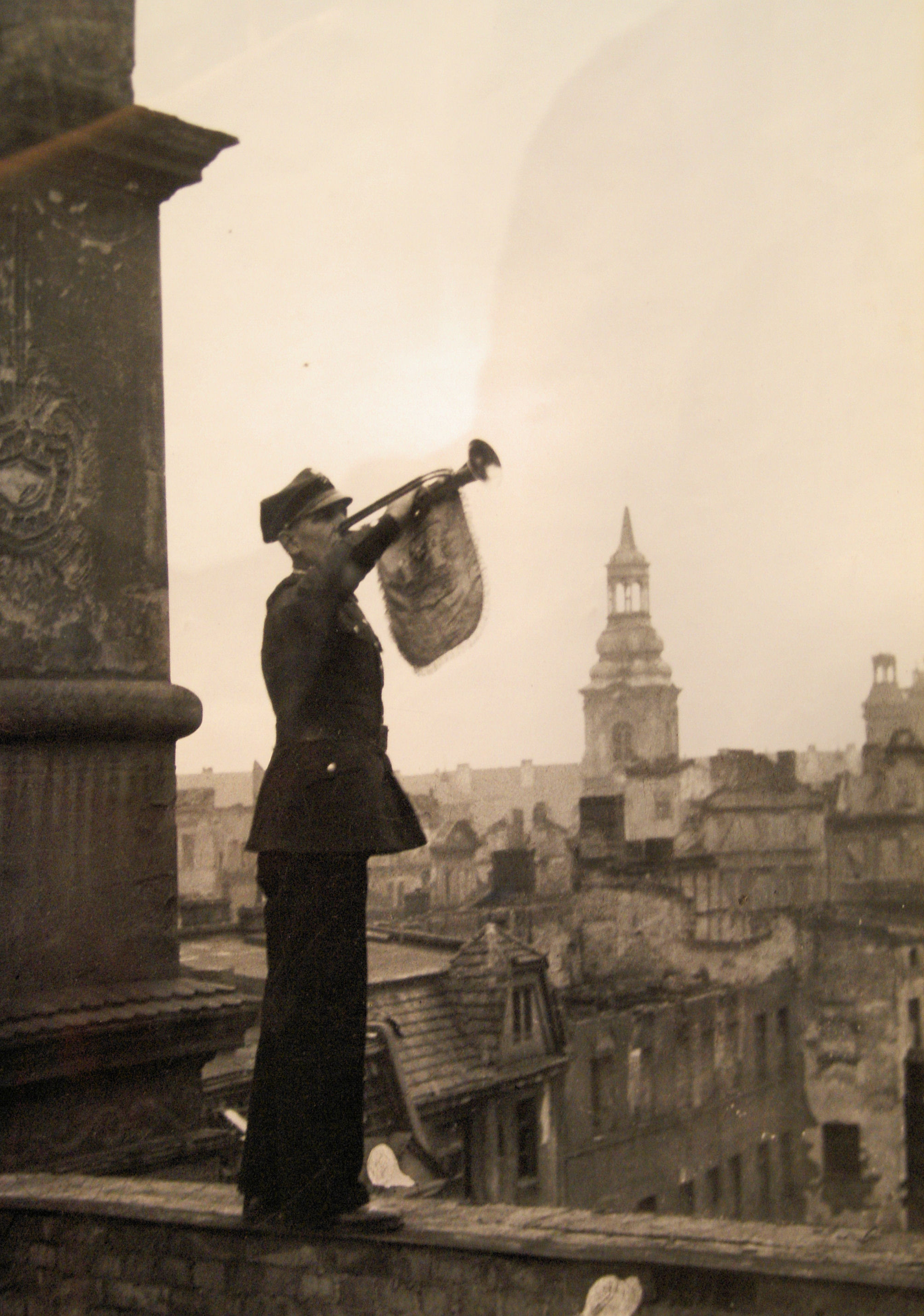
Перший сигнал після війни, 27.12.1945

У 1675 році у вежу ратуші вдарила блискавка, яка знищила і годинник і механізм цапків. Вежу відновили у 1690 році, однак її шолом знову зруйнував ураган у 1725 році.
Капітальний ремонт ратуші здійснили в 1781—1784 роках завдяки зусиллям Комісії належного порядку. Під час ремонту ратуша набула по суті сучасного вигляду — вежу увінчав класичний купол Бонавентури Соларі, а на її вершині в 1783 році помістили білого орла (розмах крил 2 м, висота 1,8 м).
Наступний капітальний ремонт відбувся в 1910—1913 роках, тоді ж на фасаді знову появилися фігури цапків. Дуже серйозно постраждала ратуша під час битви за Познань у 1945 році, вежа була знищена до готичної чотирикутної основи, вибухом фосфорної бомби були також дуже пошкоджені внутрішні приміщення ратуші.
У 1945—1954 роках у ратуші знову були проведені значні реставраційні роботи. Фасад був відновлений у стилі епохи Відродження. У 1947 році на вежу повернувся орел, який перебув Другу світову війну у сховку.
Відновлювальні роботи тривали також у 1992—2002 роках. Тоді зміцнли конструкцію всієї будівлі ратуші. Був відремонтований і замінений відпалий тинк, зміцнена кладка, проведені оздоблювальні роботи, відновлені ґзимси, ліпнина і прикраси графіто.

## Архітектура
Ратуша в Познані є однією з найкращих пам'яток архітектури епохи Відродження в Польщі на північ від Альп. Хоча тепер вона повернена тильною стороною до сучасного центру міста, однак цим вона нагадує жителям і гостям, що в момент її побудови найважливішою «автострадою» у Великопольщі була річка Варта, до якої спрямований її фасад.
Неповторність ратуші визначається її фасадом, що складається з трьох поверхів лоджій. Ратушу вінчає аттік з трьома вежами.
Між першим і другим поверхами фасаду розміщені медальйони, на яких намальовані голови вчених людей і древніх героїв. Аттик прикрашають портрети королів династії Ягеллонів.
Оформлення приміщень ратуші пов'язане з тими функціями, які мали виконувати її працівники. Зміст зображень був ніби Десятьма заповідями для посадових осіб — це справедливість, поміркованість, любов, віра, надія, милосердя, відвага ….
Головним приміщенням в будівлі є Велика зала з кесонною стелею прикрашеною хрестами та гербами. У Великій залі ратуші зберглося оригінальне ренесансне оформлення італійського архітектора Квадро, про що свідчить напис латиною на південному фасаді — «це є робота Джованні Батіста …» і герб художника.
Міська рада засідала в Королівській палаті, назва якої походить від портретів правителів, які висіли на її стінах. Тут також є ренесансний камін середини XVI ст. з пісковику. Ренесансне склепіння є гордістю судової зали, яку прикрашають картини XVI—XIX ст.. Кімнати другого поверху — це господарчі приміщення.

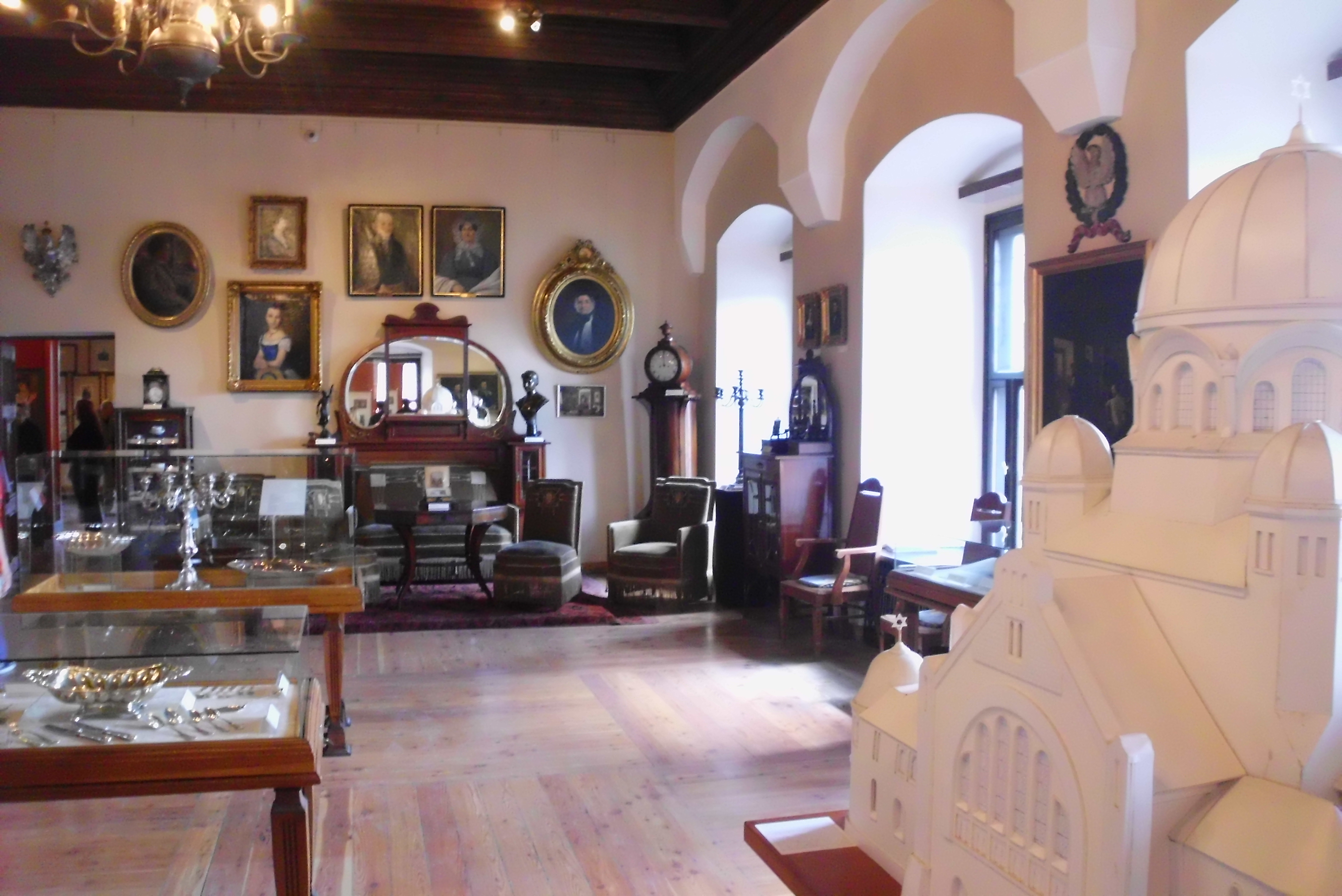
Королівська зала, 2015 р.
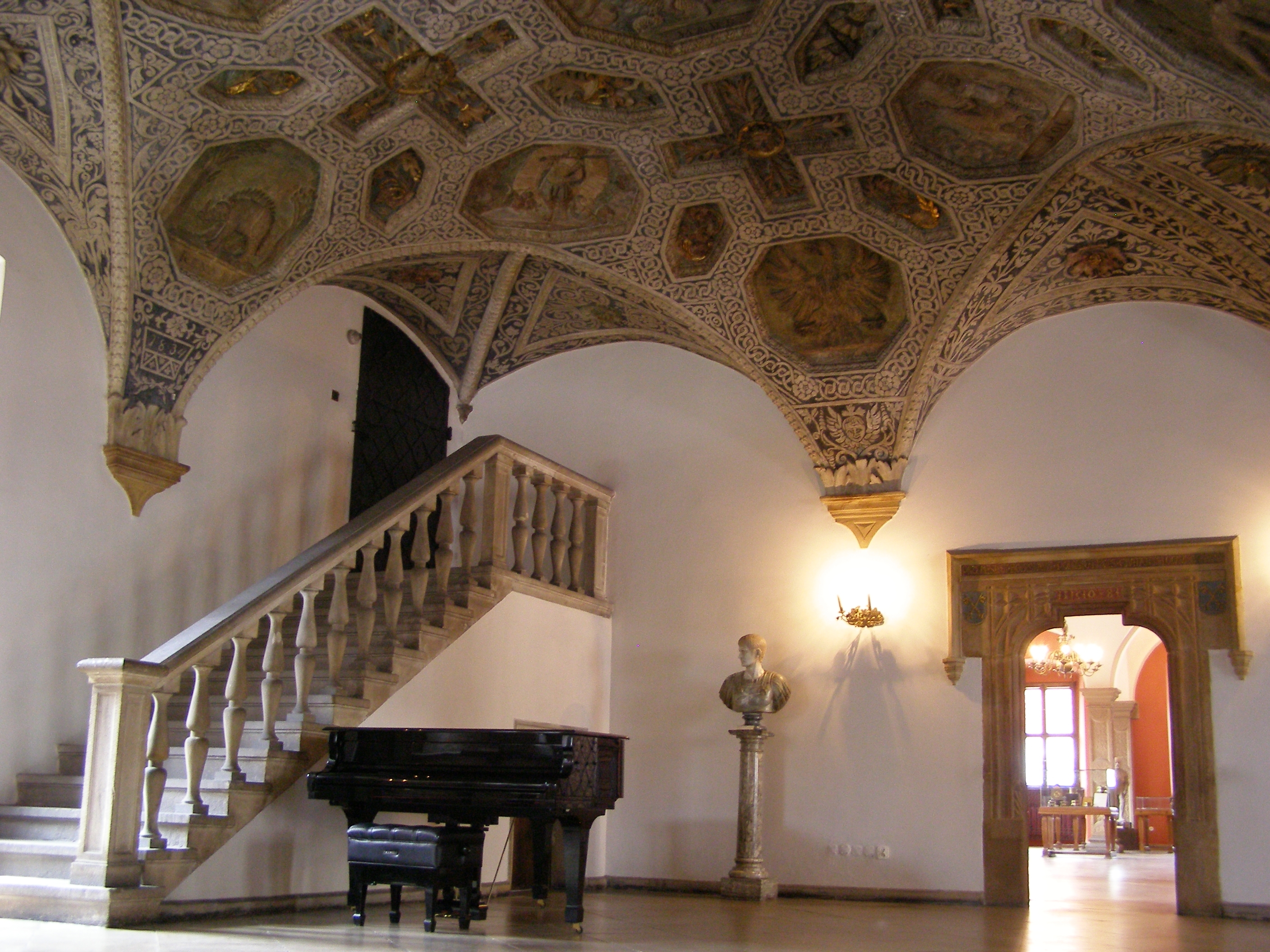
Велика зала, 2012 р.
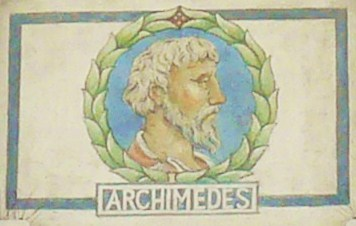
Архімед на медальйоні ратуші
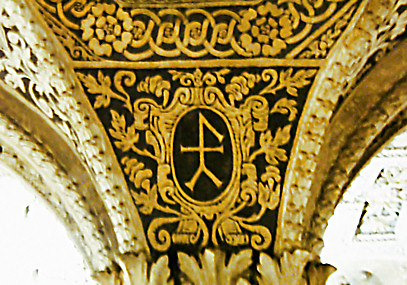
Склепіння Великої зали
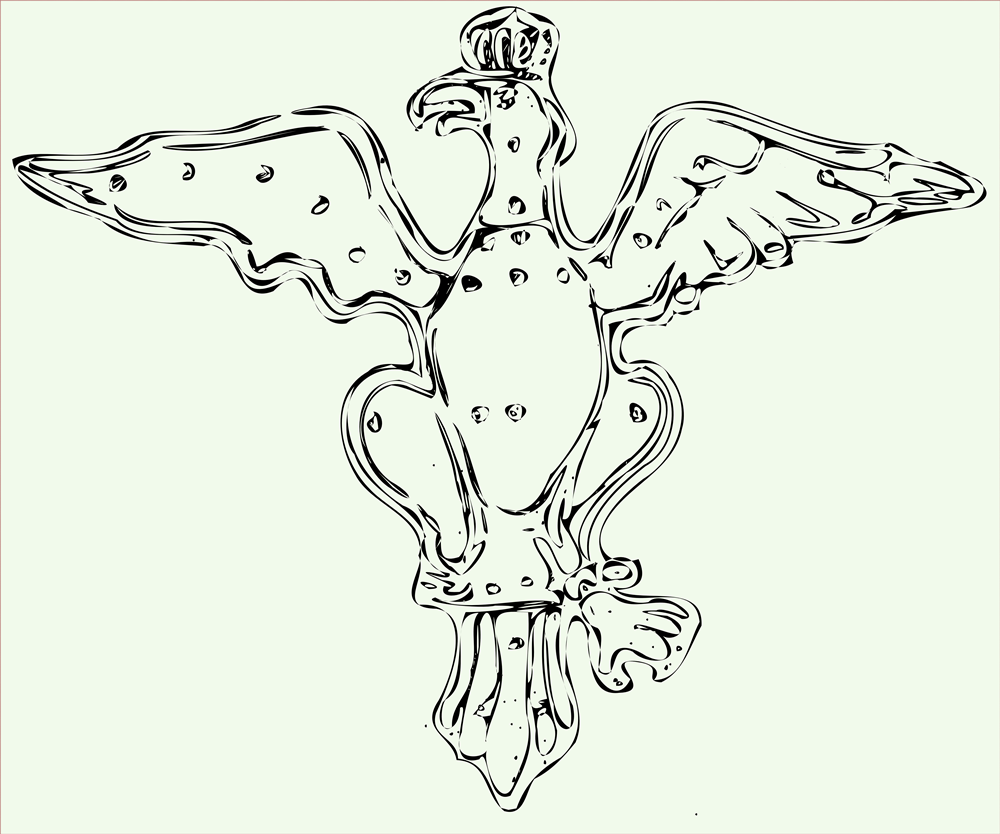
Орел з вежі ратуші в Познані, 1945 р.

## Історичний музей Познані
Після Другої світової війни приміщення ратуші були пристосовані для музейних функцій. Від 1954 року тут розташований Історичний музей Познані — відділення Національного музею в Познані. У музеї зберігаються близько 12 000 експонатів, від XVII ст. до 1945 року.

## Вшанування пам'яті
6 листопада 2015 року Національний банк Польщі ввів у обіг четверту монету з серії «Відкрий Польщу», на пам'ять про ратушу в Познані, номіналом 5 злотих і накладом 1 200 000 штук. Монета має вагу 6,54 г і діаметр 24 мм.